# حكايات قصيرة من هوغوورتس عن البطولة والمصاعب والهوايات الخطيرة
حكايات قصيرة من هوغوورتس عن البطولة والمصاعب والهوايات الخطيرة (بالإنجليزية: Short Stories from Hogwarts of Heroism, Hardship and Dangerous Hobbies)‏ هو كتاب إلكتروني من تأليف جوان رولينغ، وأُصدر بعدة لغات في 6 سبتمبر 2016. ويُعتبر دليل إلى معلمي هوغوورتس.

## المحتوى
يُقدم كتاب حكايات قصيرة من هوغوورتس عن البطولة والمصاعب والهوايات الخطيرة لمحة عن الجوانب المُلهمة لعالم السحر، ويحتوي على معلومات تخص منيرفا مكجونجال، وريموس لوبين، وسيبيل تريلاوني وسيلفانوس كيتلبورن.

## تاريخ النشر
صدر هذا الكتاب بالتزامن مع الكُتب التالية:
- هوغوورتس: دليل غير مكتمل وغير موثوق
- حكايات قصيرة من هوغوورتس عن القوة والسياسة والأشباح المزعجة